# Институт рабочего контроля
Институт рабочего контроля, ИРК (англ. Institute for Workers' Control, IWC) — общественная просветительская организация, основанная в 1968 году в Великобритании Тони Топхамом и Кеном Коутсом, лидером Международной марксистской группы (ММГ).
Институт привлекал цеховых профсоюзных управляющих (shop stewards) и рабочих активистов для обсуждения проблемы рабочего контроля над производством. Количество участников дискуссий возросло после Конференции по рабочему контролю, организованной в 1964 году журналами «The Week», «Voice» и Центром социалистического образования. От 100 человек на первых встречах в Ноттингеме, в котором находилась одна из ключевых ячеек Международной группы, к 1969 году численность участников достигла 1 200 человек.
Институт получал спонсорскую помощь от нескольких профсоюзных организаций, включая Объединенный профсоюз машиностроителей. По высказанному в более позднее время мнению журнала ММГ «International», институт часто подстраивался под своих спонсоров и терпел неудачу тогда, когда нужно было организовать своих сторонников.